# Greg Louganis
Gregory Efthimios Louganis (El Cajón, 29 de enero de 1960) es un deportista estadounidense que compitió en saltos de trampolín y plataforma. Ha sido llamado «el mejor saltador estadounidense» y «probablemente el mejor clavadista de la historia».

## Biografía
Su familia biológica era de Samoa y de Suecia, pero creció en California con sus padres adoptivos, una pareja de ascendencia griega. Louganis se volvió a encontrar con su padre biológico, Fouvale Lutu, en 1984. Con la ayuda de las pruebas de ADN y sus medio hermanos, encontró a su madre biológica en 2017.
Comenzó a tomar clases de baile, acrobacias y gimnasia a los 18 meses, después de presenciar las clases de su hermana e intentar unirse. A la edad de tres años, practicaba a diario, competía y daba presentaciones públicas. Durante los siguientes años, compitió y actuó regularmente en varios lugares, incluidos hogares de ancianos y la base naval local. Cuando era niño, le diagnosticaron asma y alergias, por lo que para ayudar con las condiciones, se le animó a continuar con las clases de baile y gimnasia. También se dedicó al trampolín y, a la edad de nueve años, comenzó a tomar lecciones de buceo después de que la familia tuviera una piscina. Asistió a la Santa Ana High School en Santa Ana, Valhalla High School en El Cajon, y Mission Viejo High School en Mission Viejo.
Participó en tres Juegos Olímpicos de Verano entre los años 1976 y 1988, obteniendo un total de cinco medallas: plata en Montreal 1976, dos oros en Los Ángeles 1984 y dos oros en Seúl 1988. En los Juegos Panamericanos consiguió seis medallas de oro entre los años 1979 y 1987.
Ganó cinco medallas de oro en el Campeonato Mundial de Natación entre los años 1978 y 1986. En 1993 ingresó en el Salón de la Fama Internacional de los deportes acuáticos.

## Carrera en el buceo
Como competidor olímpico junior, Louganis llamó la atención de Dr. Sammy Lee, dos veces campeón olímpico, que empezó a entrenarle. A los dieciséis años, Louganis participó en los Juegos Olímpicos de Verano de 1976 en Montreal, donde quedó segundo en la prueba de torre, por detrás de la leyenda del deporte italiano Klaus Dibiasi. Dos años más tarde, con Dibiasi retirado, Louganis ganó su primer título mundial en la misma prueba con la ayuda del entrenador Ron O'Brien.
Louganis era uno de los favoritos para dos oros en los Juegos Olímpicos de Verano de 1980 en Moscú, pero un Boicot estadounidense a los juegos le impidió participar. Fue uno de los 461 atletas que recibieron una Medalla de Oro del Congreso años después.  Louganis ganó dos títulos en los campeonatos del mundo de 1982, donde se convirtió en el primer clavadista de una gran reunión internacional en obtener una puntuación perfecta de 10 de los siete jueces. En los Olimpiadas de Los Ángeles 1984, con puntuaciones récord y ventaja sobre sus oponentes, Louganis ganó medallas de oro en las pruebas de trampolín y torre de clavados.
En 1986 ganó otros dos títulos de campeón del mundo.
En los Juegos Olímpicos de Seúl de 1988, se golpeó la cabeza en el trampolín durante las rondas preliminares, lo que le provocó una conmoción cerebral. Completó las preliminares a pesar de su lesión. Luego obtuvo la puntuación más alta de la ronda clasificatoria para su siguiente salto y repitió el salto durante la final, ganando la medalla de oro por un margen de 25 puntos. En los Finales de 10 m, ganó la medalla de oro, realizando un salto de 3. 4 de dificultad en su último intento, obteniendo 86,70 puntos para un total de 638,61, superando al medallista de plata Xiong Ni por sólo 1,14 puntos. Su regreso le valió el título de ABC's Wide World of Sports "Atleta del año" de 1988.

### Estado serológico y traumatismo craneoencefálico
Seis meses antes de los Juegos Olímpicos de Seúl de 1988, a Louganis le diagnosticaron el VIH y empezó a tomar antiretrovirales. Después de que Louganis revelara públicamente que era seropositivo en 1995, personas dentro y fuera de la comunidad internacional de clavadistas empezaron a cuestionar la decisión de Louganis de no revelar su condición de seropositivo en el momento de su lesión en la cabeza durante los Juegos Olímpicos de 1988, dado que había sangrado en una piscina en la que otros se habían zambullido. Louganis ha declarado que, durante la terrible experiencia, estaba "paralizado por el miedo" a infectar a otro competidor o al médico que le trató. Finalmente, nadie más resultó infectado. John Ward, jefe de vigilancia del VIH/SIDA en los Centros para el Control y la Prevención de Enfermedades de EE. UU., señaló que el incidente no suponía ningún riesgo para los demás porque el agua de la piscina diluía mucho la sangre y el "cloro mata el VIH". Puesto que la piel es una barrera eficaz contra el VIH, la única forma en que el virus podría entrar sería a través de una herida abierta; "Si el virus sólo toca la piel, es inaudito que cause infección: la piel no tiene receptores para unirse al VIH", explicó el Instituto Nacional de Alergias y Enfermedades Infecciosas'. Dr. Anthony Fauci por aquel entonces.

### Ofertas de patrocinio
Louganis consiguió pocos acuerdos de patrocinio tras sus victorias olímpicas de 1984 y 1988, siendo su único acuerdo importante con Speedo, una asociación que duró hasta 2007. Algunos de sus compañeros atletas culparon a la homofobia por su falta de contratos, ya que se había rumoreado que era gay incluso antes de que saliera del armario. Louganis ha declarado que sospecha que su sexualidad tuvo algo que ver, aunque cree que en parte simplemente fue eclipsado en el imaginario público por otros deportistas olímpicos estadounidenses, sobre todo Mary Lou Retton. 
En 2016, Louganis apareció en las cajas del cereal Wheaties, en el que son famosos los atletas estadounidenses destacados, como parte de una serie especial de "Leyendas" que también incluía a los olímpicos de la década de 1980 Janet Evans y Edwin Moses.Esto ocurrió aproximadamente un año después de que se lanzara una change.org en la que se pedía que apareciera, aunque General Mills negó cualquier influencia de la petición.

### Entrenamiento
En noviembre de 2010, Louganis comenzó a entrenar a buceadores de un amplio abanico de edades y habilidades en el SoCal Divers Club de Fullerton, California.
Fue mentor del equipo estadounidense de clavados en los Juegos Olímpicos de Londres 2012 y en los de Río de Janeiro 2016.

## Palmarés internacional
| Juegos Olímpicos     | Juegos Olímpicos              | Juegos Olímpicos | Juegos Olímpicos |
| Año                  | Lugar                         | Medalla          | Prueba           |
| -------------------- | ----------------------------- | ---------------- | ---------------- |
| 1976                 | Montreal (Canadá)             | Medalla de plata | Plataforma 10 m  |
| 1984                 | Los Ángeles (Estados Unidos)  | Medalla de oro   | Trampolín 3 m    |
| 1984                 | Los Ángeles (Estados Unidos)  | Medalla de oro   | Plataforma 10 m  |
| 1988                 | Seúl (Corea del Sur)          | Medalla de oro   | Trampolín 3 m    |
| 1988                 | Seúl (Corea del Sur)          | Medalla de oro   | Plataforma 10 m  |
| Campeonato Mundial   |                               |                  |                  |
| Año                  | Lugar                         | Medalla          | Prueba           |
| 1978                 | Berlín Occidental (RFA)       | Medalla de oro   | Plataforma 10 m  |
| 1982                 | Guayaquil (Ecuador)           | Medalla de oro   | Trampolín 3 m    |
| 1982                 | Guayaquil (Ecuador)           | Medalla de oro   | Plataforma 10 m  |
| 1986                 | Madrid (España)               | Medalla de oro   | Trampolín 3 m    |
| 1986                 | Madrid (España)               | Medalla de oro   | Plataforma 10 m  |
| Juegos Panamericanos |                               |                  |                  |
| Año                  | Lugar                         | Medalla          | Prueba           |
| 1979                 | San Juan (Puerto Rico)        | Medalla de oro   | Trampolín 3 m    |
| 1979                 | San Juan (Puerto Rico)        | Medalla de oro   | Plataforma 10 m  |
| 1983                 | Caracas (Venezuela)           | Medalla de oro   | Trampolín 3 m    |
| 1983                 | Caracas (Venezuela)           | Medalla de oro   | Plataforma 10 m  |
| 1987                 | Indianápolis (Estados Unidos) | Medalla de oro   | Trampolín 3 m    |
| 1987                 | Indianápolis (Estados Unidos) | Medalla de oro   | Plataforma 10 m  |

## Activismo

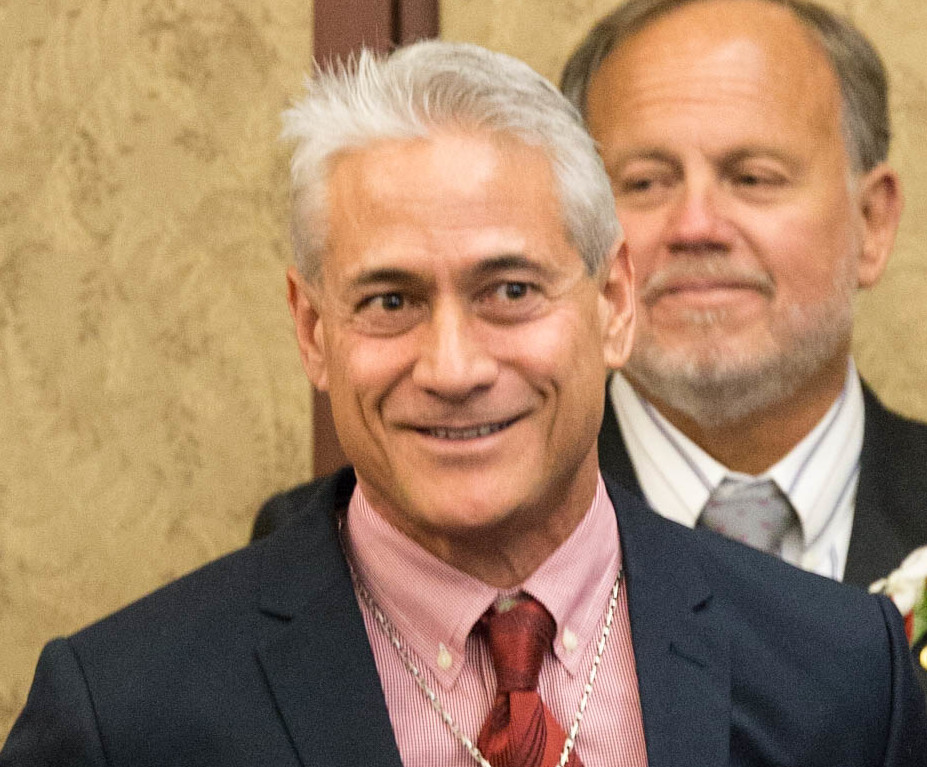
Louganis en 2016 en un acto de celebración del 25 aniversario de la aprobación de la ley Ryan White CARE Act, que mejoró la calidad y la disponibilidad de asistencia sanitaria para personas y familias con VIH/sida.

Louganis es un activista por los derechos de los homosexuales, así como también defensor de la concienciación sobre el VIH. Ha colaborado frecuentemente con la Campaña de Derechos Humanos para defender las libertades civiles de la comunidad LGBT y de las personas diagnosticadas con VIH/sida.
En el número de octubre/noviembre de 2010 de ABILITY Magazine, Louganis declaró que la política de "Don't Ask, Don't Tell" era "absurda", "inconstitucional" y una "caza de brujas". Añadió que "hombres y mujeres homosexuales llevan años sirviendo a este país... [Es] básicamente animar a la gente que sirve a nuestro país a mentirse unos a otros."
Louganis forma parte de la junta directiva de la filial estadounidense de la fundación benéfica de la princesa Charlene de Mónaco.
En 2023, se informó de que Louganis está subastando tres de sus cinco medallas olímpicas en un esfuerzo por financiar el Damien Center, el centro de servicios contra el sida más antiguo y grande de Indiana. "Las medallas, están en los libros de historia", dijo. "En lugar de aferrarme a ellas, mi objetivo es compartir mi pedazo de historia olímpica con los coleccionistas; juntos, podemos ayudar al Centro Damien y a su comunidad a crecer y prosperar.".